# Eburodacrys bezarki
Eburodacrys bezarki es una especie de escarabajo longicornio del género Eburodacrys, tribu Eburiini, subfamilia Cerambycinae. Fue descrita científicamente por Botero en 2017.

## Descripción
Mide 8,7 milímetros de longitud.

## Distribución
Se distribuye por Brasil.